# Мидълтън (Айдахо)
Мидълтън (на английски: Middleton) е град в окръг Кениън, щата Айдахо, САЩ. Мидълтън е с население от 5524 жители (2010 г.) и обща площ от 4,5 km². Намира се на 731 m надморска височина. ZIP кодът му е 83644, а телефонният му код е 208.

## Известни личности
Починали в Мидълтън
- Джордж Кенеди (1925 – 2016), актьор